# Терновой (Котельниковский район)
Терновой — посёлок в Котельниковском районе Волгоградской области, в составе Чилековского сельского поселения.

## История
Основан как посёлок фермы № 2 совхоза «Выпасной». В 1936 году — в составе Небыковского сельсовета Котельниковского района Сталинградской (Волгограской) области. В 1960 году передан в состав Выпасновского сельсовета. В 1964 году переименован в посёлок Терновской[sic]. С 1965 году в составе Чилековского сельсовета.

## География
Посёлок расположен в 15 км к востоку от посёлка Равнинный у балки Терновая.

## Население
| 2002 |
| ---- |
| 220  |

| 2010 |
| ---- |
| 221  |